# Гата (мыс, Кипр)
Га́та (англ. Cape Gata, греч. Κάβο Γάτα — Кошачий мыс) — мыс на полуострове Акротири, южная оконечность острова Кипр в Средиземном море и де-факто крайняя южная точка Европейского союза, на 25 километров южнее острова Гавдос. С 1960 года находится под суверенитетом Великобритании, в районе британской военной базы  Акротири. Расположен южнее города Лимасол. Ограничивает с юга залив Акротири, находящийся к востоку от мыса.
Название мыса Гата переводится как «кошка» (греч. γάτα) связано с находящимся на нём женским монастырём во имя святителя Николая Чудотворца «Кошачьего» (Ιερά Μονή Αγίου Νικολάου των Γάτων), между соляным озером Лимасол и заливом Акротири. По кипрскому преданию Елена Равноапостольная останавливалась на Кипре на обратном пути из Иерусалима. Считается, что по её приказу из Александрии специально была завезена тысяча кошек для борьбы с ядовитыми змеями. Был основан монастырь святителя Николая Чудотворца «Кошачьего», насельники которого в память об этом событии содержали значительное количество кошек. В 1570 году турки истребили монахов и кошек. С 80-х годов XVI века монастырь находился в запустении. В 1983 году монастырь был возрождён как женский, и в нём возобновлена древняя традиция содержания и кормления кошек. Монастырь относится к Лимассольской митрополии Кипрской православной церкви.

Монастырь Николая Чудотворца «Кошачьего»
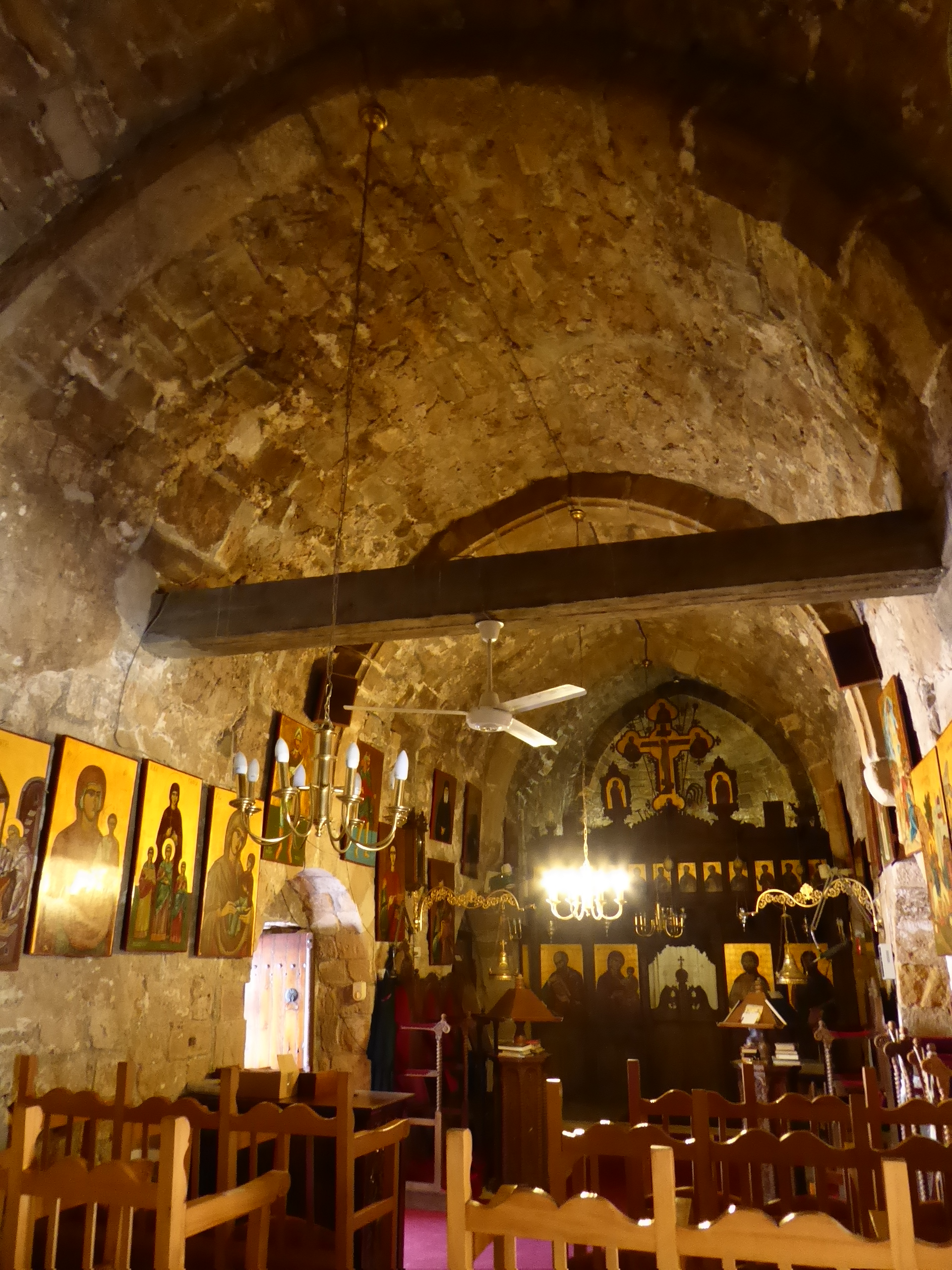
Иконостас
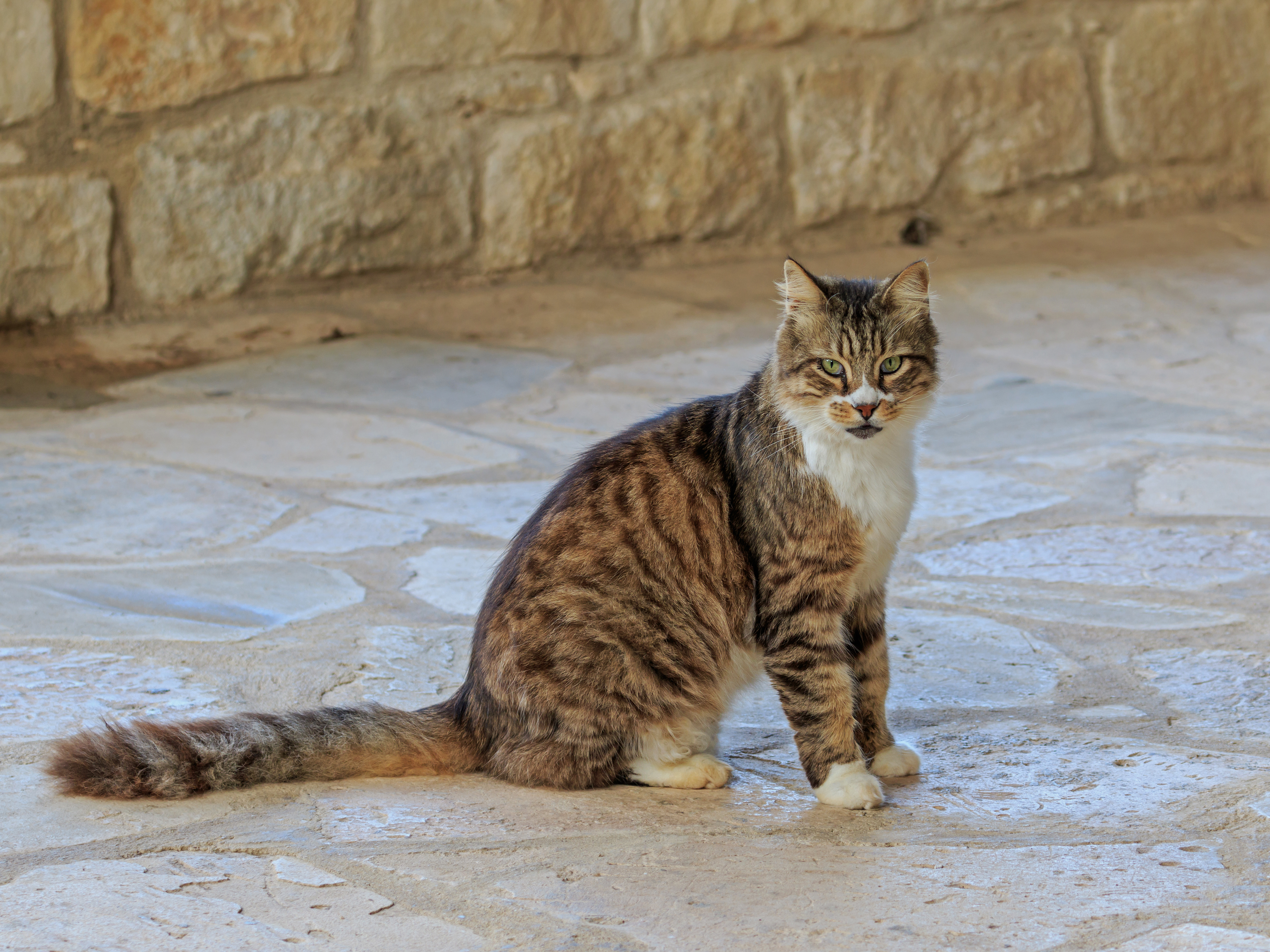
Внутренний двор